# Johannes Helms (forfatter)
 Der er flere personer med dette navn, se Johannes Helms.
Johannes Helms (8. november 1828 i Sørbymagle – 4. december 1895 i København) var en dansk forfatter og skolemand, nu mest kendt for sangen Jeg elsker de grønne lunde (1873). Hans forældre var Søren Bagge Helms og Nicoline Marie Zeuthen. Hans ældre broder var præsten og kunstarkæologen Jacob Helms (1824-1906). En lillebroder var læreren og højremanden Henrik Steffen Helms.

## Liv og karriere
Helms dimitteredes fra Frederiksborg lærde Skole i 1847 og deltog som soldat i Treårskrigen. I 1856 blev han filologisk kandidat, og frem til februar 1864 var han Collaborateur (skolelærer) ved domskolen i Slesvig by, hvor undervisningssproget var tysk. Han måtte forlade denne stilling ved rømningen af Dannevirke og sammen med andre udviste danske embedsmænd på egen hånd komme til dansk territorium. Rejsen gik over Hamborg og Rostock til Warnemünde og derfra til Ystad med et svensk fragtskib.
Han har skildret rejsen i fortællingen Nogle Erindringer fra de sidste Dage i Slesvig, i Januar og Februar 1864.
I novellen Paa Feltvagten og spøgelseshistorien Skilderhuset har han givet sine krigsminder et litterært udtryk.
Han var i årene derefter engageret i arbejdet med Den Haderslevske Skole.
Den 12 oktober 1867 overdrog Martin Hammerich ham ledelsen af Borgerdydskolen på Christianshavn, og ved skolens hundredårsjubilæum i 1887 blev han udnævnt til titulær professor.
Blandt hans kendte elever er E. Skovgaard-Petersen, som var grundlægger af og rektor for Rungsted Kostskole,
Carl Emil Jensen som skrev "Arbejdernes Almanak" og forlod skolen før studentereksamen på grund af sine politiske overbevisninger og Frants Peter Diderik Henningsen (student 1869) som illustrerede hans bog "Soldaterliv i ..." og forevigede sit eget dimissionshold.
1892 blev han valgt til borgerrepræsentationen i København. .
Helms forfattede under sin studietid mange underholdningstekster, heriblandt: "En svensk Konstabel fra Sverrig og den mere kendte Jeg elsker de grønne lunde fra Grundlovsfesten 1873 ved Eremitagen. Han skrev og opførte desuden flere skuespil.

## Helms udgivelser
- 1859: "Nogle Vers"
- 1866: "Et Par Digte og Viser"
- 1878: "Et ungt Menneske"
- 1883: "Soldaterliv i Krig og Fred for en Menneskealder siden"
- 1887: "Borgerdydskolen paa Kristianshavn i dens Barndom og Ungdom. 1787-1837"
- 1888: "Fortællinger og Digte, Sange og Viser"
- 1893: "Grib, Fortælling fra Kulsvierlandet i Kapertiden"

Han døde i 1895 som rektor for Vestre Borgerdydskole og blev efterfulgt af sin svigersøn Peter Christopher Gram Leuning.